# Fussballdaten.de
A fussballdaten.de egy német weblap, mely a német labdarúgás első öt osztályából gyűjt és közöl adatokat.
A weblapon a Bundesliga, a 2. Bundesliga  és a  3. liga csapatairól és mérkőzéseiről azok 1963-as, 1974-es illetve 2008-as indulásától kezdve közöl adatokat.

## Külső hivatkozások
- fussballdaten.de